# IC 4231
IC 4231 ist eine Spiralgalaxie vom Hubble-Typ Sbc im Sternbild Hydra südlich der Ekliptik. Sie ist schätzungsweise 95 Millionen Lichtjahre von der Milchstraße entfernt und hat einen Durchmesser von etwa 50.000 Lichtjahren. Gemeinsam mit neun weiteren Galaxien bildet sie die NGC 5061-Gruppe (LGG 341).
Im selben Himmelsareal befinden sich u. a. die Galaxien IC 4232, IC 4245, IC 4246.
Das Objekt wurde am 4. Mai 1904 von Royal Harwood Frost entdeckt.